# Ірга круглолиста
Садова ірга звичайна, ірга круглолиста, ірга овальна (Amelanchier ovalis, синонім — A. rotundifolia) — рослина родини розоцвіті.

## Опис

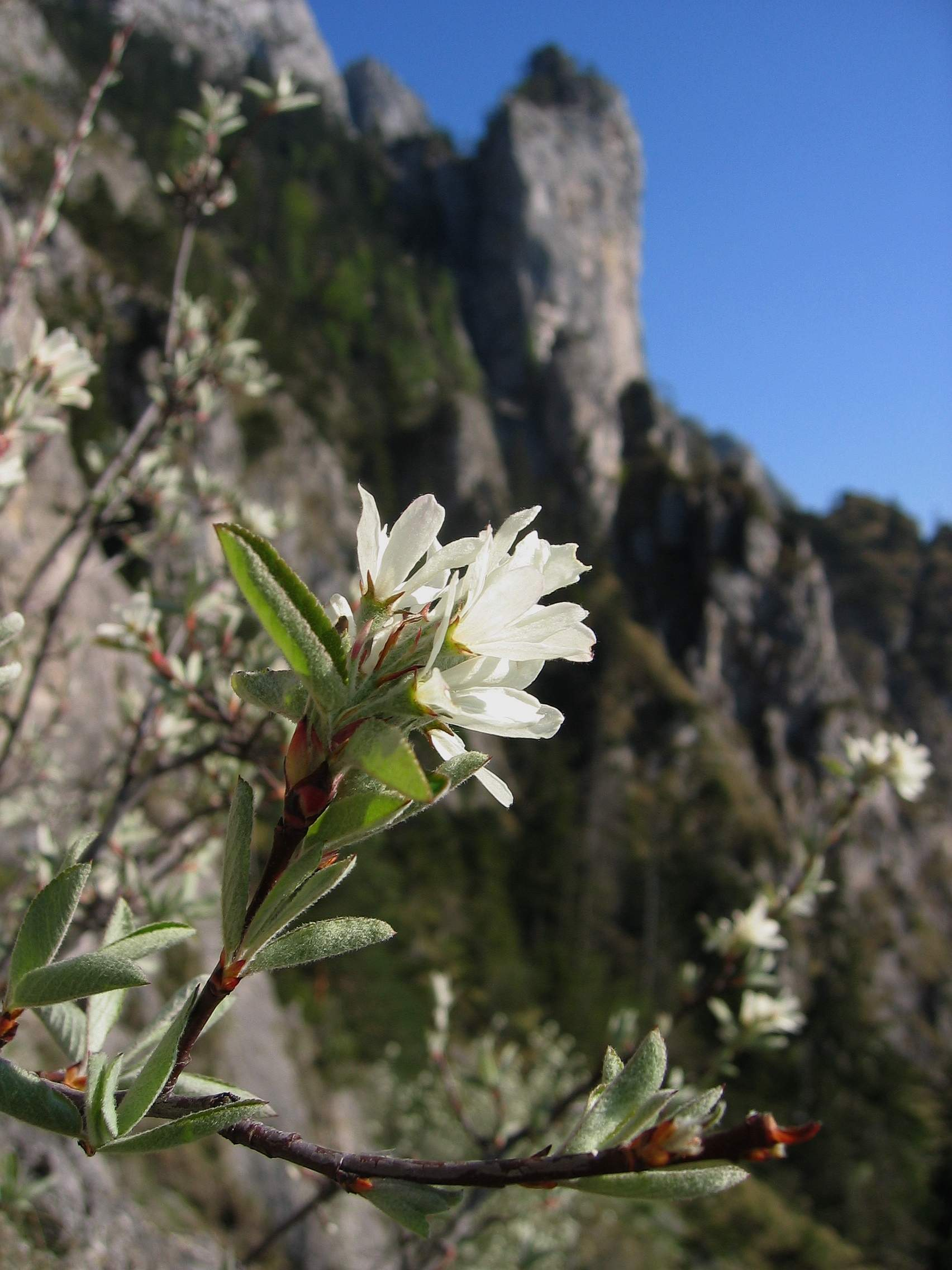
Квітуча ірга круглолиста

Слабо розгалужена кущова рослина родини розових, заввишки 50 — 200 см. Молоді пагони запушені, пізніше вони голі, пурпурно-коричневі. Листки чергові, черешкові, округло-овальні або округло-яйцюваті, по краю зубчасті, зверху зелені, голі, знизу — білуваті, запушені; листкові пластинки на верхівці з невеликою виїмкою або загострені. Квітки правильні, двостатеві, 5-пелюсткові, зібрані в густі 3—6 (8)-квіткові китиці на верхівках облиствлених гілок; пелюстки лінійно-ланцетні, білі.
Плоди кулясті, спочатку червоні, стиглі — чорні, з сизуватою поволокою, соковиті. Цвіте у квітні — травні. Плоди достигають у липні — серпні.

## Поширення
Ірга круглолиста трапляється в Криму на відкритих кам'янистих місцях, осипах, у світлих лісах у середньому гірському поясі. По всій території України її вирощують у садах і парках як декоративну рослину.

## Сировина
З лікувальною метою використовують стиглі плоди, кору і листя. Стиглі плоди не опадають, що дає змогу збирати їх до перших заморозків. Знімають плоди без плодоніжок. Використовують їх свіжими або сушать на сонці чи в плодово-ягідних сушарках. Листя заготовляють у травні — червні, кору — восени.
Рослина неофіцинальна.

## Хімічний склад
Плоди садової ірги звичайної містять дубильні речовини (0,5 %), флавоноли (30 мг %), стерини, аскорбінову кислоту (38,7 мг %), провітамін А (0,2—1,0 мг%), органічні кислоти (переважно яблучну), цукри (понад 11 %), мікроелементи (мідь, свинець і кобальт). У корі й листі є значна кількість дубильних речовин.

## Фармакологічні властивості і використання
Як в'яжучий засіб свіжі плоди або сік ірги (часто в поєднанні з соками диких яблук
і груш) використовують для лікування захворювань шлунково-кишкового тракту, пов'язаних з порушенням травлення. Завдяки наявності в плодах (β-ситостерину, який є антагоністом холестерину, їх вживають для профілактики атеросклерозу. Як полівітамінний засіб плоди ірги використовують для профілактики гіпо- та авіта-
мінозів С і В. Відвари кори і листя мають в'яжучі й обволікаючі властивості й використовуються при шлунково-кишкових захворюваннях та для гоєння гнійних ран. Із свіжих плодів ірги виготовляють желе, варення, пастилу, компоти тощо. Сушені плоди використовують як замінник коринки.